# Otto Lybeck
Otto Emil Lybeck, född 19 februari 1871 i Stockholm, död 21 april 1947 i Stockholm, var en svensk sjömilitär, chef för Marinstaben 1927–1936, samt statsråd. 

## Biografi
Otto Lybeck inträdde som kadett vid sjökrigsskolan femton år gammal och blev underlöjtnant vid flottan 1892. Han var den förste sjöofficer som skaffade sig gedigna kunskaper i ryska språket och sedan han genomgått krigshögskolan och befordrats till kapten 1901. 1904 sändes Lybeck till Ostasien för att följa operationerna under det nyligen utbrutna rysk-japanska kriget. Efter hemkomsten tjänstgjorde han under unionskrisen 1905 som flaggadjutant hos amiral Wilhelm Dyrssen på pansarbåten HMS Äran på västkusten. Av sina kunskaper i ryska fick han fortsatt användning under några år som marinattaché i S:t Petersburg. Under första världskriget tjänstgjorde han som fartygschef på pansarskeppen HMS Manligheten och HMS Thor. Han befordrades kommendörkapten av andra graden 1914.
År 1918 tillträdde Lybeck den viktiga posten som chef för sjöförsvarets kommandoexpedition. I juni 1921 kallades han att efterträda Carl Gustaf Hammarskjöld som försvarsminister. Han tillträdde 6 juni 1921 men avgick redan 13 oktober samma år. Lybeck befordrades till kommendörkapten 1921, Han blev 1924 inspektör för ubåtsvapnet och konteramiral 1925. Han var ledamot av ett stort antal kommittéer, bland annat av militära lönekommittén 1919–1922, försvarsrevisionen 1922–1923 och var ordförande i marinundervisningskommissionen 1928.
Från nyåret 1926 blev han högste befälhavare över kustflottan. Våren 1927 lämnade han den aktiva sjötjänsten och blev chef för marinstaben. Där arbetade han på att revidera den marina taktiken och strategin efter första världskrigets erfarenheter. Han blev viceamiral 1932. Han avgick vid uppnådd pensionsålder i februari 1936 och Lybeck utnämndes då till amiral i flottans reserv. 
Genom sina gedigna yrkeskunskaper och sin outtröttliga arbetsförmåga togs Lybeck under de aktiva åren i emot som lärare vid olika militära skolor. En av hans sista ämbetsåtgärder var remissyttrandet över 1930 års försvarskommissions betänkande, som han själv betraktade som sitt sjömilitära testamente. Lybeck var litterärt intresserad och en god stilist och hann med ett omfattande krigsvetenskapligt författarskap. Han stod som huvudredaktör för det stora verket Svenska flottans historia, där han också var medarbetare. Han var en av grundarna av Marinlitteraturföreningen 1902 och Sjöhistoriska samfundet 1938 och valdes till den förste ordföranden i båda föreningarna. 
Lybeck utgav bland annat Svenska sjöslag (1909), Balkankriget 1912-13 ur sjömilitär synpunkt (1913) och Allmän sjökrigshistoria (2 band, 1919-32). Han är begravd på Norra begravningsplatsen utanför Stockholm. Han var farfar till Johan Lybeck.

## Utmärkelser

### Svenska utmärkelser
- Kommendör med stora korset av Svärdsorden, 16 juni 1933.[4]
- Kommendör av första klass av Svärdsorden, 6 juni 1926.[5]
- Kommendör av andra klass av Svärdsorden, 15 december 1924.[6]
- Riddare av Svärdsorden, 1913.[7]
- Riddare av Nordstjärneorden, 1920.[8]
- Kommendör av andra klassen av Vasaorden, 15 december 1921.[9]
- Riddare av Vasaorden, 1914.[10]

### Utländska utmärkelser
- Storkorset av Danska Dannebrogorden[11]
- Kommendör av Finlands Vita Ros’ orden[11]
- Kommendör av Franska Hederslegionen[11]
- Storofficer av Italienska kronorden[11]
- Officer av Italienska Sankt Mauritius- och Lazarusorden[11]
- Storkorset av Nederländska Oranien-Nassauorden[11]
- Kommendör av Norska Sankt Olavs orden[11]
- Riddare av tredje klassen av Ryska Sankt Annas orden[11]
- Riddare av andra klassen av Ryska Sankt Stanislausorden[11]